# Лаврентий (Крщанович)
Архимандрит Лаврентий Крщанович (ум. 1703) — архимандрит Троицкого Черниговского Ильинского монастыря, книгоиздатель.

## Биография
С 1685 года игумен Ильинского Троицкого монастыря, с 22 марта 1697 года архимандрит того же монастыря; в сан архимандрита возведён, как «потрудившийся уже 20 лет в архиепископии черниговской».
В черниговской летописи об этом написано: «первый архимандрит в Чернигове, в монастыру черниговском Илиинском посвятился Лаврентий Крщанович, на Москве святил его крутицкий митрополит».
Занимался печатанием книг. Ревнуя о книжном деле, он исходатайствовал у Мазепы (9 августа 1702 года) универсал, коим упрочивалось существование типографии в Ильинском монастыре. При нём напечатаны: в 1685 году Триодь цветная «коштом монастырским игуменствующу недостойному Лаврентию Крищановичу»; в 1700 году в сентябре «Апология», в 1702 году «Руно орошенное, пречистая и преблагая Дева Мария»… «типом шестое подано в типографии троицкой черниговской… тщанием всечестного господина отца Лаврентия Крщановича первого архимандрита троицкого черниговского», а в 1703 году «Полуустав», написал предисловие к книге «Треакафистный Молитвослов» (Чернигов, 1697).